# Њемшова
Њемшова (слч. Nemšová, мађ. Nemsó) град је у Словачкој, у оквиру Тренчинског краја, где су значајно насеље у саставу округа Тренчин.

## Географија
Њемшова је смештена у западном делу државе, близу државне границе са Чешком - 8 километара северозападно. Главни град државе, Братислава, налази се 140 km југозападно од града.
Рељеф: Њемшова се развила у Илавској долини у оквиру Поважја (области око реке Вах). Јужно од града је долинско, равничарско подручје, а северно од града издижу се Бели Карпати. Надморска висина граде је око 230 метара.
Клима: Клима у Њемшови је умерено континентална.
Воде: Јужно од Њемшове протиче највећа словачка река Вах.

## Историја
Људска насеља на простору Њемшове везују се још за праисторију. Насеље под данашњим именом први пут се спомиње у 1246. године. Међутим, данашњи град је створен тек 1989. године спајањем неколико мањих насеља.
Крајем 1918. године. Њемшова је постала део новоосноване Чехословачке. У време комунизма град је индустријализован, па је дошло до повећања становништва. После осамостаљења Словачке град је постао општинско средиште, али је дошло и до проблема везаних за преструктурирање привреде.

## Становништво
| Година:    | 1994. | 2004.   | 2014.   | 2024.   |
| ---------- | ----- | ------- | ------- | ------- |
| Број људи: | 6087  | 6220    | 6274    | 6172    |
| Разлика:   |       | +2,18 % | +0,86 % | -1,62 % |

| Година:    | 2023. | 2024.   |
| ---------- | ----- | ------- |
| Број људи: | 6240  | 6172    |
| Разлика:   |       | -1,08 % |

Данас Њемшова има нешто преко 6.000 становника и последњих година број становника стагнира.
Етнички састав: По попису из 2021. године састав је следећи:
- Словаци - 94,5%,
- Чеси - 0,6%,
- остали.

Верски састав: По попису из 2021. године састав је следећи:
- римокатолици - 78,2%,
- атеисти - 14,2%,
- лутерани - 0,8%,
- остали.[6]